# Superadditivité
En mathématiques, une suite est dite superadditive si, pour tout m et n, elle satisfait l'inégalité
{\displaystyle a_{n+m}\geq a_{n}+a_{m}}
Le principal avantage des suites superadditives est qu'elles obéissent au lemme de Michael Fekete.
Lemme de Fekete — Pour toute suite superadditive { an }, n ≥ 1, la limite de an/n existe et est égale à la borne supérieure de an/n. (Notons que cette limite peut être l'infini, par exemple, pour la suite an = log n!.)
De même, une fonction f est dite superadditive si l'on a
{\displaystyle f(x+y)\geq f(x)+f(y)}
pour tout x et y dans le domaine de f.
Par exemple, {\displaystyle f(x)=x^{2}} est une fonction superadditive pour les nombres réels positifs : le carré de (x + y) est toujours supérieur ou égal au carré de x plus le carré de y.
Un lemme analogue à celui de Fekete existe pour les fonctions. Il y a aussi des extensions de ce dernier dans des cas moins forts, par exemple si la propriété de super-additivité n'est pas vérifiée sur tout le domaine de la fonction. D'autres résultats permettent de déduire la vitesse de convergence de cette limite si l'on a à la fois des formes de super- et de sous-additivité. Une bonne présentation de ce sujet peut être trouvée dans Steele (1997),.
Si f est une fonction super additive, et si 0 est dans son domaine, alors f(0) ≤ 0. On a en effet 
{\displaystyle \forall x,\ f(x)=f(x+0)\geq f(0)+f(x).}
L'inverse de la super-additivité d'une fonction est la sous-additivité.

## Exemples de fonctions super-additives
- Le déterminant est superadditif pour les matrices hermitiennes non négatives, c'est-à-dire, si {\displaystyle A,B\in M_{n}(\mathbb {C} )} sont des matrices hermitiennes positives, on a : {\displaystyle \det(A+B)\geq \det(A)+\det(B)}.

C'est une conséquence du théorème du déterminant de Minkowski, il montre en effet de manière générale que {\displaystyle A\mapsto \det(A)^{1/n}}est super-additif (c'est-à-dire concave) pour des matrices hermitiennes de taille n on a
{\displaystyle \det(A+B)^{1/n}\geq \det(A)^{1/n}+\det(B)^{1/n}}pour des matrices non-négatives.
- Horst Alzer a prouvé [5] que la fonction gamma d'Hadamard est superadditive pour tous nombres réels x, y avec x, y ≥ 1.5031.